# ثيو باتشيغي
ثيو باتشيغي (بالإنجليزية: Thato Batshegi)‏ (مواليد 27 أبريل 1988) هو ملاكم بوتسواني، مثّل بلاده في الألعاب الأولمبية الصيفية 2008.

## روابط خارجية
ثيو باتشيغي على موقع بوكس ريك (الإنجليزية) (registration required)
- ثيو باتشيغي على موقع اللجنة الأولمبية الدولية (الإنجليزية)
- ثيو باتشيغي على موقع أوليمبيديا (الإنجليزية)
- ثيو باتشيغي على موقع اتحاد ألعاب الكومنولث (مؤرشف) (الإنجليزية)
- ثيو باتشيغي على موقع دورة ألعاب الكومنولث 2006 (مؤرشف) (الإنجليزية)